# 悪名無敵
『悪名無敵』（あくみょうむてき）は、1965年10月27日公開の大映作品。田中徳三監督、勝新太郎主演の任侠映画、『悪名シリーズ』第11弾。

## 配役
- 勝新太郎 : 朝吉
- 田宮二郎 : 清次
- 八千草薫 : 朱美
- 藤村志保 : 百合子
- 千波丈太郎 : 常公
- 戸田皓久 : 横川
- 春本富士夫 : マッサージの親爺
- 勝村淳 : 若い者
- 北野拓也 : ポン引
- 西岡弘善 : 大阪の若い者
- 志賀明 : 請負師の若い者
- 大杉潤 : 職人
- 平泉征七郎 : バーテン
- 久本延子 : 仲居
- 大杉育美 : お君
- 高木峯子 : 売春宿妾
- 山岡鋭二郎 : やくざ
- 藤岡琢也 : 磯辺
- 水原浩一 : 親分
- 花澤徳衛 : 元締

## スタッフ
- 監督 : 田中徳三
- 企画 : 財前定生
- 撮影 : 宮川一夫
- 美術 : 内藤昭
- 音楽 : 鏑木創
- 編集 : 山田弘
- 脚本 : 依田義賢
- 原作 : 今東光 「悪名」[3]

## 併映作品
- 『学生仁義』: 村山三男監督